# Neolamprologus similis
Neolamprologus similis là một loài cá ltrong họ cichlid đặc hữu của hồ Tanganyika nơi nó chỉ được biết đến dọc theo bờ biển của nước Cộng hòa Dân chủ Congo. Nó là một loài cá cảnh nước ngọt phổ biến. 

## Đặc điểm
Chúng đồng màu với sọc đứng màu trắng chạy từ đầu đến gần gốc của đuôi. Nó thường phát triển đến chiều dài 4,3 cm (1,7 in). Chúng là loài khiêm tốn về kích thước, con cá cái vây quanh cá đực hình thành các cụm nhỏ hoặc hậu cung tùy thuộc vào không gian có sẵn trong đó cá con đực được dung nạp cho đến khi nó trở thành đối thủ cạnh tranh tích cực của các con đực. Những con cái cũng là đối tượng quan tâm đến con đực lân cận và có thể trở thành mục tiêu của một vụ trộm.
Những ông chủ của hậu cung phải tuần tra trong phạm vi dài lớn trong việc bảo vệ lãnh thổ của mình từ những kẻ xâm nhập (con đực khác) và tất cả các thành viên trong hậu cung của chúng. N. similis có thể được lưu giữ thành công trong hồ nhỏ như 10 gallons (40 lít), nhưng sẽ làm tốt hơn nếu ở trong các bể lớn hơn, N. similis chấp nhận hầu hết các loại thực phẩm, từ mảnh bột viên nhỏ, kết hợp tôm, ấu trùng Artemia sống, ấu trùng muỗi sống (đỏ hoặc đen). Cá này được mệnh danh là loài dễ dàng để đẻ trứng. 